# تالقان
تالقان أو طالقان خراسان كما كانت تعرف سابقًا مدينة في أفغانستان وعاصمة ولاية تخار شمال البلاد. يقدر عدد سكانها عام 2021م ب 263800 نسمة. المدينة تقطنها غالبية من الطاجيك.

## المناخ
يظهر الجدول التالي التغييرات المناخية على مدار السنة لتالقان:
| البيانات المناخية لـتالقان        | البيانات المناخية لـتالقان | البيانات المناخية لـتالقان | البيانات المناخية لـتالقان | البيانات المناخية لـتالقان | البيانات المناخية لـتالقان | البيانات المناخية لـتالقان | البيانات المناخية لـتالقان | البيانات المناخية لـتالقان | البيانات المناخية لـتالقان | البيانات المناخية لـتالقان | البيانات المناخية لـتالقان | البيانات المناخية لـتالقان | البيانات المناخية لـتالقان |
| الشهر                             | يناير                      | فبراير                     | مارس                       | أبريل                      | مايو                       | يونيو                      | يوليو                      | أغسطس                      | سبتمبر                     | أكتوبر                     | نوفمبر                     | ديسمبر                     | المعدل السنوي              |
| --------------------------------- | -------------------------- | -------------------------- | -------------------------- | -------------------------- | -------------------------- | -------------------------- | -------------------------- | -------------------------- | -------------------------- | -------------------------- | -------------------------- | -------------------------- | -------------------------- |
| متوسط درجة الحرارة الكبرى °م (°ف) | 7.3 (45.1)                 | 9.9 (49.8)                 | 15.4 (59.7)                | 21.0 (69.8)                | 27.2 (81.0)                | 34.6 (94.3)                | 36.5 (97.7)                | 35.4 (95.7)                | 30.6 (87.1)                | 23.6 (74.5)                | 15.5 (59.9)                | 9.4 (48.9)                 | 22.2 (72.0)                |
| المتوسط اليومي °م (°ف)            | 2.3 (36.1)                 | 4.9 (40.8)                 | 10.0 (50.0)                | 15.2 (59.4)                | 20.1 (68.2)                | 26.1 (79.0)                | 28.2 (82.8)                | 27.0 (80.6)                | 21.9 (71.4)                | 16.0 (60.8)                | 9.1 (48.4)                 | 4.2 (39.6)                 | 15.4 (59.8)                |
| متوسط درجة الحرارة الصغرى °م (°ف) | −2.6 (27.3)                | −0.1 (31.8)                | 4.6 (40.3)                 | 9.4 (48.9)                 | 13.0 (55.4)                | 17.7 (63.9)                | 20.0 (68.0)                | 18.6 (65.5)                | 13.3 (55.9)                | 8.4 (47.1)                 | 2.8 (37.0)                 | −1.0 (30.2)                | 8.7 (47.6)                 |
| الهطول مم (إنش)                   | 39 (1.5)                   | 68 (2.7)                   | 92 (3.6)                   | 93 (3.7)                   | 58 (2.3)                   | 2 (0.1)                    | 2 (0.1)                    | 0 (0)                      | 0 (0)                      | 15 (0.6)                   | 28 (1.1)                   | 37 (1.5)                   | 433 (17.0)                 |
| المصدر:                           |                            |                            |                            |                            |                            |                            |                            |                            |                            |                            |                            |                            |                            |